# اختبار رومبيرغ

أعمدة الحبل الشوكي، تمثل الزرقاء الوارد; بينما تمثل الحمراء الصادر

اختبار رومبيرغ، أو علامة رومبيرغ، أو مناورة رومبيرغ هو اختبار يستخدم كامتحان لوظائف الجهاز العصبي، وأيضاً بمثابة للسائقين السكارى، يعتمد هذا الاختبار على حقيقة أن الإنسان يحتاج إلى اثنين على الأقل من الأحاسيس التالية ليستطيع أن يتوازن خلال الوقوف: إستقبال الحس العميق (القدرة على معرفة وضع جسم الشخص في الفراغ)، ووظائف الجهاز الدهليزي (معرفة وضع رأس الشخص في الفضاء)، والرؤية (التي تستخدم لرصد وضبط التغيرات في وضع الجسم).
يستطيع المريض الذي يعاني من مشاكل في إستقبال الحس العميق الحفاظ على توازنه باستخدام الجهاز الدهليزي والرؤية، فعند إجراء اختبار رومبيرغ يطلب الطبيب من المريض إغلاق عينيه، وإذا سقط المريض أرضاً يعد هذا علامة إيجابية لرومبيرغ.
يعد اختبار رومبيرغ هو اختبار الإحساس بوضعية الجسم (إستقبال الحس العميق)، وهو الأمر الذي يتطلب الأداء السليم للأعمدة الظهرية في الحبل الشوكي.
ويستخدم اختبار رومبيرغ للتحقق من سبب فقدان التنسيق الحركي (الترنح)، ويشير اختبار رومبيرغ الإيجابي إلى أن الترنح هو شعور حسي في طبيعته ويعتمد على فقدان إستقبال الحس العميق، أما إذا كان المريض مترنحاً واختبار رومبيرغ سلبياً، فإنه من المقترح أن يكون الترنح مصدره المخ والذي يعتمد على ضعف وظائف المخ المركزة.
كما يتم استخدام رومبيرغ لتحديد سبب تعطل القدرة على قيادة السيارة والتي يمكن أن تكون بسبب تناول الكحول والمخدرات أو مرض الضغط العصبي، وعندما يتم إستخدامه لاختبار تعطل القدرة على القيادة يتم إجراء الاختبار بأن يطلب الطبيب من المريض أن يخمن مقدار حوالي 30 ثانية في رأسه، ويستخدم هذا لقياس الساعة الداخلية وكمؤشر لوجود المحفزات أو المثبطات.

## إجراءات الاختبار
يطلب الطبيب من المريض أن ينتصب واقفاً على قدميه معاً ويغمض عينيه، يقف الطبيب بجوار المريض كإجراء احتياطي ليمنعه من السقوط أرضاً والتسبب بالأذى لنفسه، ثم يقوم الطبيب بملاحظة حركة المريض بالمقارنة مع شئ عمودي يضعه الطبيب خلف المريض (مثل زاوية الغرفة، أو النوافذ إلخ).
تعتبر علامة رومبيرغ إيجابية إذا حدث تمايل، غالباً ما يكون هذا التمايل غير منتظم كما يمكن أن يسقط المريض، ولكن السمة الأساسية لاختبار رومبيرغ أن يكون المريض غير متزن عند إغلاق عينيه.
السمات الأساسية للاختبار هي كما يلي:
1. أن يقف المريض على قدميه معاً، مع الحرص أن تكون عينيه مفتوحتين ويداه إلى جانبيه.
2. ثم يغلق المريض عينيه ويلاحظ الطبيب ما يحدث لمدة دقيقة كاملة.

ولأن الطبيب يحاول أن يستنبط إذا كان المريض سيسقط عند إغلاق عينيه، فإنه من المستحسن أن يقف الطبيب على أهبة الإستعداد للإمساك بالمريض قبل أن يسقط أرضاً، وفي حالة المرضى كبار الحجم يستحسن الاستعانة بشخص قوي.
يكون اختبار رومبيرغ إيجابياً إذا ترنح المريض أو سقط عند إغلاق عينيه.
يقوم الأساس العلمي لهذا الاختبار على حقيقة أن التوازن يأتي كنتيجة لتعاون العديد من الأنظمة العصبية وهي إستقبال الحس العميق، ومدخلات النظام الدهليزي المسئول عن التوازن، والرؤية. إذا قامت اثنين من هذه الأنظمة فقط بالعمل فإنها تحافظ على درجة معقولة من التوازن، ولذلك فإن مفتاح هذا الاختبار أننا نستبعد الرؤية من الأنظمة التي تحافظ على توازن الجسم، وهذا يترك اثنين فقط من الأنظمة للعمل، فإذا كان هناك اضطراب في النظام الدهليزي أو اضطراب حسي (ضعف إستقبال الحس العميق)، سيصبح المريض غير متزن.